# Moravac Mrštane
Fudbalski Klub Moravac Mrštane (serb.: Фудбалски Клуб Моравац Мрштане) – serbski klub piłkarski z siedzibą w Mrštane, w mieście Leskovac (w okręgu jablanickim). Został utworzony w 1947 roku. Obecnie występuje w Srpskiej lidze (3. poziom serbskich rozgrywek piłkarskich), w grupie Istok.

## Stadion
Klub rozgrywa swoje mecze domowe na stadionie SC Orion w Mrštane, który może pomieścić 2.000 widzów.

## Sezony
| Sezon   | Liga                      | Poziom | Miejsce |
| Serbia  |                           |        |         |
| 2010/11 | Zonska liga (Niska zona)  | IV     | 4       |
| 2011/12 | Zonska liga (Niska zona)  | IV     | 1       |
| 2012/13 | Srpska liga (Grupa Istok) | III    | 4       |
| 2013/14 | Srpska liga (Grupa Istok) | III    | 1       |
| 2014/15 | Prva liga Srbije          | II     | 13      |
| 2015/16 | Srpska liga (Grupa Istok) | III    | 10      |
| 2016/17 | Srpska liga (Grupa Istok) | III    | 2       |
| 2017/18 | Srpska liga (Grupa Istok) | III    | 12      |
| 2018/19 | Srpska liga (Grupa Istok) | III    | 6       |
| 2019/20 | Srpska liga (Grupa Istok) | III    | 9 *     |
| 2020/21 | Srpska liga (Grupa Istok) | III    | ?       |

 * Z powodu sytuacji epidemicznej związanej z koronawirusem COVID-19 rozgrywki sezonu 2019/2020 zostały zakończone po rozegraniu 17 kolejek.

## Sukcesy
- 13. miejsce Prvej ligi Srbije (II liga) (1x): 2015.
- mistrzostwo Srpskiej ligi – Grupa Istok (III liga) (1x): 2014 (awans do Prvej ligi Srbije).
- mistrzostwo Zonskiej ligi – Grupa Niska zona (IV liga) (1x): 2012 (awans do Srpskiej ligi).
- wicemistrzostwo Srpskiej ligi – Grupa Istok (III liga) (1x): 2017.